# Vito Ciancimino
Vito Alfio Ciancimino (italiană: [ˈviːto ˈalfjo tʃantʃiˈmiːno]; n. 2 aprilie 1924, Corleone, Sicilia, Regatul Italiei – d. 19 noiembrie 2002, Roma, Italia) a fost un politician italian apropiat conducerii Mafiei, care a devenit cunoscut pentru îmbogățirea lui și a asociaților săi prin acordarea coruptă a autorizației de planificare. Personalitate abrazivă, el a fost o scurtă perioadă primar al Palermo, Sicilia, ca și creștin-democrat. Ciancimino era apropiat de șeful Mafiei și de fugarul Bernardo Provenzano, dar îl considera pe Salvatore Riina drept irațional.
În urma atacurilor cu bombă ale mafiei din anii 90, Ciancimino a fost contactat de colonelul Carabinieri Mario Mori, însă conținutul discuțiilor este contestat. Se spune că Ciancimino a pretins o listă de cereri din partea „șefului șefilor” Salvatore Riina. Pe măsură ce prețul său pentru stoparea atacurilor a fost refuzat, au fost aduse acuzații împotriva lui Mori, care a menținut că nu exista nicio listă, că contactele sale cu Ciancimino aveau ca scop combaterea Mafiei și că a dezvăluit puțin dincolo de a admite că știe membrii Mafiei.

## Legături externe
- Obituary of  Vito Ciancimino Arhivat în 24 mai 2011, la Wayback Machine., The (London) Times, November 21, 2002
- Obituary: Vito Ciancimino, The Guardian, November 26, 2002